# ماريا أنغيلز رامون لين
ماريا أنغيلز رامون لين (من مواليد 15 يونيو 1963، فالنسيا) سياسية إسبانية ينتمي إلى حزب الشعب.
متزوج ولها ابن وابنة، تحمل رامون لين شهادة في القانون. دخلت السياسة عام 1982 عندما انضمت إلى تحالف فالينسيا وهو حزب يميني إقليمي. شغلت منصب رئيس جناح الشباب من 1983 إلى 1991. في عام 1987 عندما تم انتخابها كنائبة في البرلمان الإقليمي في فالنسيا، وعملت حتى عام 2004. خلال تلك الفترة شغلت منصب وزيرة البيئة والزراعة (1995 - 1997) ووزيرة الزراعة ومصايد الأسماك والأغذية (1999 - 2003) في الإدارة الإقليمية لفالنسيا. في 11 يناير 1999 انضمت لاحقًا إلى حزب الشعب. في عام 2004 انتقلت إلى السياسة الوطنية عندما تم انتخابها لعضوية مجلس النواب الإسباني عن منطقة فالنسيا لحزب الشعب. لم تترشح في عام 2008 لكنها ظلت عضوًا في اللجنة الإقليمية لحزب الشعب في منطقة فالنسيا.
رامون لين حاصلة أيضًا على دبلوم في الموسيقى وهي مدرسة مؤهلة في بلنسية.